# Reinhold Böhm (Heimatforscher)
Reinhold Böhm (* 26. Dezember 1929 in Füssen; † 31. März 2004 ebenda) war ein Füssener Heimatforscher.

## Leben
Reinhold Böhm war von Beruf Realschullehrer für Deutsch, Geschichte, Ethik und Technisches Zeichnen. Als Lokalpolitiker war er Stadtrat in Füssen. Von 1977 bis 2004 war er als Nachfolger von Josef Lorch Vorsitzender des Historischen Vereins Alt Füssen. 1975 begann er mit der Edition von Jahrbüchern des Vereins. 2000 nahm er die Auszeichnung Magnusstab des Heimatbunds Allgäu für den Verein entgegen.

## Werk
Reinhold Böhm veröffentlichte zahlreiche Artikel zu heimatgeschichtlichen Themen, hauptsächlich im Jahrbuch des Historischen Vereins Alt Füssen. Für den Verein veröffentlichte er auch Bücher, unter anderem eines über den Füssener Totentanz. Zu seinen als Hauptautor veröffentlichten Büchern gehören:
- Franziskanerkirche St. Stephan Füssen (= Kleine Kunstführer. Nr. 1550). 1. Auflage. Schnell & Steiner, Regensburg 1985.
- Der Füssener Totentanz und das Fortwirken der Totentanzidee im Ostallgäuer und Außerferner Raum. 3. Auflage. Historischer Verein Alt Füssen, Füssen 1990, ISBN 3-928461-00-1.
- Der Totentanz des Hans Bendel (1814–1853). Historischer Verein Alt Füssen, Füssen 1991, ISBN 3-928461-01-X.
- Katholische Pfarrkirche St. Peter und Paul Hopfen am See (= Kleine Kunstführer. Nr. 1883). Schnell & Steiner, Regensburg 1991, ISBN 3-7954-5601-0.
- Füssen – Wesenszüge einer 700jährigen Stadt (= Bayerische Städtebilder – Schwaben). Deutscher Sparkassenverlag, Stuttgart 1992, ISBN 3-09-303989-4.

Zusammen mit der Füssener Kulturamtsleiterin Cilly Kahle veröffentlichte er:
- Füssen in alten Ansichten. Europäische Bibliothek Verlag, Zaltbommel 1976.
- Altfüssener Bilderbuch. Selbstverlag, Füssen 1979.

## Auszeichnungen
- 1993: Kultur- und Kunstpreis der Stadt Füssen[2]
- 2003: Aventinus-Medaille des Verbands bayerischer Geschichtsvereine[2]